# Citi Open 2013
Citi Open 2013 (за назвою спонсора) — тенісний турнір, що проходив на відкритих кортах з твердим покриттям. Це був 45-й турнір серед чоловіків і 3-й - серед жінок. Належав до категорії 500 в рамках Туру ATP 2013 та International в рамках Туру WTA 2013. Відбувся в William H.G. FitzGerald Tennis Center у Вашингтоні (США) з 27 липня до 4 серпня 2013 року.

## Учасники основної сітки в рамках чоловічого турніру

### Сіяні пари
| Країна    | Гравець                | Рейтинг | Сіяний* |
| --------- | ---------------------- | ------- | ------- |
| Аргентина | Хуан Мартін дель Потро | 7       | 1       |
| Японія    | Кей Нісікорі           | 11      | 2       |
| Німеччина | Томмі Гаас             | 12      | 3       |
| Канада    | Мілош Раоніч           | 13      | 4       |
| Франція   | Жиль Сімон             | 16      | 5       |
| США       | Сем Кверрі             | 20      | 6       |
| ПАР       | Кевін Андерсон         | 21      | 7       |
| США       | Джон Ізнер             | 22      | 8       |
| Україна   | Олександр Долгополов   | 25      | 9       |
| Іспанія   | Фелісіано Лопес        | 29      | 10      |
| Болгарія  | Григор Димитров        | 31      | 11      |
| Франція   | Жульєн Беннето         | 35      | 12      |
| Хорватія  | Іван Додіг             | 36      | 13      |
| Австралія | Бернард Томіч          | 41      | 14      |
| Росія     | Микола Давиденко       | 42      | 15      |
| Кіпр      | Маркос Багдатіс        | 44      | 16      |
| Франція   | Мікаель Льодра         | 46      | 17      |

- 1 Рейтинг подано станом на 22 липня 2013

### Інші учасники
Гравці, що потрапили до основної сітки завдяки вайлд-кард:
- Хуан Мартін дель Потро
- Джеймс Дакворт
- Стів Джонсон
- Деніс Кудла
- Джек Сок

Гравці, що потрапили до основної сітки через стадію квлафікації:
- Сомдев Девварман
- Меттью Ебден
- Сем Грот
- Алекс Кузнєцов
- Тім Смичек
- Юіті Суґіта

Такі тенісисти потрапили в основну сітку як Щасливі лузери:
- Джессі Лівайн
- Райн Вільямс

### Відмовились від участі
До початку турніру
- Фелісіано Лопес (втома)
- Гаель Монфіс
- Жо-Вілфрід Тсонга

## Учасники основної сітки в парному розряді

### Сіяні пари
| Країна   | Гравець              | Країна     | Гравець         | Рейтинг1 | Сіяна |
| -------- | -------------------- | ---------- | --------------- | -------- | ----- |
| Австрія  | Александер Пея       | Бразилія   | Бруно Соарес    | 14       | 1     |
| Пакистан | Айсам-уль-Хак Куреші | Нідерланди | Жан-Жульєн Роєр | 25       | 2     |
| Швеція   | Роберт Ліндстедт     | Канада     | Деніел Нестор   | 29       | 3     |
| Хорватія | Іван Додіг           | Бразилія   | Марсело Мело    | 36       | 4     |

- 1 Рейтинг подано станом на 22 липня 2013

### Інші учасниці
Нижче наведено пари, які отримали вайлдкард на участь в основній сітці:
- Джеймс Блейк /  Ерік Буторак
- Стів Джонсон /  Сем Кверрі

### Відмовились від участі
До початку турніру
- Боб Браян (травма плеча)

## Учасниці основної сітки в рамках жіночого турніру

### Сіяні учасниці
| Країна     | Гравчиня             | Рейтинг | Сіяні* |
| ---------- | -------------------- | ------- | ------ |
| Німеччина  | Анджелік Кербер      | 9       | 1      |
| США        | Слоун Стівенс        | 15      | 2      |
| Росія      | Катерина Макарова    | 26      | 3      |
| Франція    | Алізе Корне          | 30      | 4      |
| Румунія    | Сорана Кирстя        | 32      | 5      |
| Німеччина  | Мона Бартель         | 33      | 6      |
| Словаччина | Магдалена Рибарикова | 39      | 7      |
| США        | Медісон Кіз          | 44      | 8      |

- 1 Рейтинг подано станом на 22 липня 2013

### Інші учасниці
Учасники, що потрапили до основної сітки завдяки вайлд-кард:
- Беатріс Капра
- Анджелік Кербер
- Тейлор Таунсенд

Учасники, що пробилися до основної сітки через стадію кваліфікації:
- Ірина Фалконі
- Мішель Ларшер де Бріту
- Александра Мюллер
- Джессіка Пегула

### Відмовились від участі
До початку турніру
- Лорен Девіс
- Каміла Джорджі
- Сімона Халеп (травма спини)
- Кая Канепі
- Юганна Ларссон
- Анабель Медіна Гаррігес
- Роміна Опранді
- Надія Петрова

### Знялись
- Моніка Нікулеску (травма лівого зап'ястка)
- Ольга Пучкова (defaulted)
- Леся Цуренко (травма правого стегна)

## Учасниці основної сітки в парному розряді

### Сіяні пари
| Країна   | Гравчиня           | Країна          | Гравчиня        | Рейтинг1 | Сіяна |
| -------- | ------------------ | --------------- | --------------- | -------- | ----- |
| Японія   | Аояма Сюко         | Росія           | Віра Душевіна   | 81       | 1     |
| США      | Ірина Фалконі      | Чехія           | Ева Грдінова    | 154      | 2     |
| Грузія   | Анна Татішвілі     | Велика Британія | Гезер Вотсон    | 195      | 3     |
| Колумбія | Каталіна Кастаньйо | США             | Джессіка Пегула | 209      | 4     |

- 1 Рейтинг подано станом на 22 липня 2013

## Переможці та фіналісти

### Чоловіки. Одиночний розряд
Хуан Мартін дель Потро —  Джон Ізнер, 3–6, 6–1, 6–2

### Одиночний розряд. Жінки
Магдалена Рибарикова —  Андреа Петкович, 6–4, 7–6(7–2)

### Парний розряд. Чоловіки
Жульєн Беннето /  Ненад Зімоньїч —  Марді Фіш /  Радек Штепанек, 7–6(7–5), 7–5

### Парний розряд. Жінки
Аояма Сюко /  Віра Душевіна —  Ежені Бушар /  Тейлор Таунсенд, 6–3, 6–3